# اطلس (ایلینوی)
اطلس (به انگلیسی: Atlas) یک منطقهٔ مسکونی در ایالات متحده آمریکا است که در ایلینوی واقع شده‌است.